# Pandemia di COVID-19 in Israele
Il primo caso accettato della pandemia di COVID-19 in Israele è stato confermato il 20 febbraio 2020, quando una cittadina è risultata positiva presso lo Sheba Medical Center dopo aver fatto ritorno dalla quarantena sulla nave Diamond Princess in Giappone. Il 20 marzo è stato confermato il primo decesso, quando un sopravvissuto all'Olocausto di 88 anni che viveva a Gerusalemme e soffriva di altre patologie pregresse, è stato annunciato come la prima vittima del Paese.
A partire dall'11 marzo 2020, Israele ha iniziato a far rispettare il distanziamento sociale e altre regole per limitare la diffusione dell'infezione. Gli assembramenti sono stati inizialmente limitati a non più di 100 persone, e dal 15 marzo a non più di 10, e con consiglio ai partecipanti di mantenere il distanziamento. Il 19 marzo, il primo ministro Benjamin Netanyahu ha dichiarato lo stato di emergenza nazionale, affermando che d'ora in poi le restrizioni esistenti sarebbero state legalmente applicate e che i trasgressori sarebbero stati multati. Agli israeliani non era permesso lasciare le loro case a meno che non fosse assolutamente necessario. I servizi essenziali, inclusi negozi di alimentari, farmacie e banche, sarebbero rimasti aperti. Le restrizioni al movimento sono state ulteriormente rafforzate il 25 marzo e il 1 aprile, con l'istruzione per tutti di coprire il naso e la bocca all'aperto. Mentre le diagnosi di COVID-19 sono aumentate particolarmente nella città di Bnei Brak, raggiungendo quasi 1.000 persone infette all'inizio di aprile, il governo ha votato per dichiarare la città una "zona riservata", limitando ingressi e uscite per una settimana. Per il Seder pasquale la notte dell'8 aprile, i legislatori hanno ordinato un divieto di viaggio di 3 giorni e imposto agli israeliani di restare entro 100 metri dalla loro casa solo per la notte del Seder. Il 12 aprile, i quartieri Haredi a Gerusalemme sono stati chiusi.
La vaccinazione contro la COVID-19 in Israele è iniziata il 19 dicembre 2020 e proseguita molto velocemente, con il 16% della popolazione completamente vaccinato in 3 settimane. Durante la pandemia, Israele ha inoltre distribuito aiuti umanitari all'Autorità Nazionale Palestinese.
La prima ondata della pandemia è avvenuta in assenza di un governo ufficiale in Israele, poiché nessuna coalizione di governo si era formata dopo le elezioni legislative israeliane del 2020. Netanyahu ha continuato ad agire come primo ministro, ed è stato accusato di aver assunto poteri aggiuntivi nel tentativo di monitorare e contenere la diffusione del virus. Un governo di unità nazionale ha prestato giuramento il 17 maggio 2020. Durante la seconda ondata, movimenti come le "bandiere nere", con incontri davanti alla residenza di Netanyahu, hanno protestato contro la risposta del suo governo al virus. Durante la terza ondata, il 22 dicembre 2020, il governo di unità nazionale è crollato, portando alla quarta elezione in due anni.
Il 5 maggio 2023, l'Organizzazione mondiale della sanità dichiara ufficialmente la fine della pandemia.

## Antefatti
Il 12 gennaio 2020, l'Organizzazione mondiale della sanità (OMS) ha confermato che un nuovo coronavirus era la causa di una nuova infezione polmonare che aveva colpito diversi abitanti della città di Wuhan, nella provincia cinese dell'Hubei, il cui caso era stato portato all'attenzione dell'OMS il 31 dicembre 2019.
Sebbene nel tempo il tasso di mortalità della COVID-19 si sia rivelato decisamente più basso di quello dell'epidemia di SARS che aveva imperversato nel 2003, la trasmissione del virus SARS-CoV-2, alla base della COVID-19, è risultata essere molto più ampia di quella del precedente virus del 2003, e ha portato a un numero totale di morti molto più elevato.

## Vaccini

### Approvvigionamento
Il governo israeliano ha cominciato l'approvvigionamento di vaccini per COVID-19 da diversi fornitori con l'aumentare di dati disponibili:
- 8 milioni di dosi sono state ordinate da Pfizer[26]
- 10 milioni di dosi sono state ordinate da AstraZeneca[27]
- 6 milioni di dosi sono state ordinate da Moderna.[28] Israele è stato uno dei primi investitori nel vaccino Moderna.[29]

Il primo lotto di vaccini, da Pfizer, è giunto il 9 dicembre 2020. L'inizio delle vaccinazioni è avvenuto il 19 dicembre 2020. Nella seconda settimana di gennaio, la percentuale dei vaccinati era pari al 20% della popolazione, e l'obiettivo per marzo 2021 è di vaccinare almeno 9,2 milioni di persone (ossia i due terzi della popolazione) entro il mese.

### Sviluppo di un vaccino israeliano
L'Istituto Israeliano di Ricerca Biologica ha sviluppato un vaccino, e prodotto 25,000 dosi per una fase I di sperimentazione clinica, partita nell'ottobre 2020.

### Accordo con Pfizer
Il 7 gennaio 2021 il ministero della sanità israeliano ha siglato accordi con la casa farmaceutica Pfizer: Israele, guidato dal primo ministro Benjamin Netanyahu, ha dunque garantita la consegna di 10 milioni di dosi da parte della multinazionale in cambio della fornitura di ogni dato sui pazienti a cui è stato inoculato.  Sono sorte controversie concernenti l'ambito della privacy, in primo luogo per la secretezza dei termini dell'accordo, e in secondo per il rischio che queste informazioni possano essere hackerate.